# 本巣町立外山中学校
本巣町立外山中学校（もとすちょうりつ とやまちゅうがっこう）は、かつて岐阜県本巣郡本巣町（現・本巣市）にあった公立中学校。

## 概要
- 旧・本巣郡外山村の中学校であった。1964年、本巣中学校〈旧〉と統合し、本巣中学校の新設により廃校。
- 校舎校地は、外山小学校に転用された。校舎は1978年まで使用された。

## 沿革
- 1947年（昭和22年）4月 - 外山村立外山中学校として開校。本校は神海小学校に併設。金原小学校に金原分校を併設。
- 1950年（昭和25年）12月 - 外山村大字神海新田1331に校舎を新築。小学校との併設を解消し、金原分校を廃止。
- 1953年（昭和28年）12月 - 雨天体操場が完成。
- 1956年（昭和31年）9月30日 - 外山村が本巣村と合併する。同時に本巣村立外山中学校に改称する。
- 1960年（昭和35年）4月1日 - 本巣村が町制施行し、本巣町となる。同時に本巣町立外山中学校に改称する。
- 1964年（昭和39年）3月 - 本巣中学校〈旧〉と統合し、本巣中学校の新設により廃校。
- 1967年（昭和42年）5月 - 校舎が外山小学校に転用される。